# Coupe de Luxembourg 1958-1959
La Coppa di Lussemburgo 1958-1959 è stata la 34ª edizione della coppa nazionale lussemburghese disputata tra il 24 agosto 1958 e il 7 maggio 1959 e conclusa con la vittoria dell'Union Luxembourg, al suo primo titolo.

## Formula
Eliminazione diretta in gara unica.

### 1º Turno preliminare
| Squadra 1            | Risultato   | Squadra 2            |
| -------------------- | ----------- | -------------------- |
| 24 agosto 1958       |             |                      |
| Alisontia Steinsel   | 2 - 4       | Orania Vianden       |
| Bigonville           | 3 - 5       | Arminia Weidingen    |
| Blue Boys Muhlenbach | 4 - 1       | Gold a Ro't Wiltz    |
| Mertert              | 4 - 2       | Jeunesse Biwer       |
| Olympique Eischen    | 2 - 4       | Jeunesse Useldange   |
| Reisdorf             | 0 - 7       | Avenir Beggen        |
| Sandweiler           | 3 - 1       | CS Hollerich         |
| Swift Hesperange     | 6 − 0       | Sporting Bettembourg |
| Tricolore Gasperich  | 5 - 0       | Mondorf-les-Bains    |
| UNA Strassen         | 7 - 1       | US Esch              |
| US Niederwiltz       | 4 - 2 (dts) | Rodange              |
| Victoria Rosport     | 4 - 3       | Rupensia Larochette  |
| Minière Lasauvage    | 7 - 7 (dts) | Munsbach             |
| Sanem                | 3 - 3 (dts) | Red Boys Aspelt      |

| Squadra 1                 | Risultato | Squadra 2         |
| ------------------------- | --------- | ----------------- |
| 27 agosto 1958 (Spareggi) |           |                   |
| Munsbach                  | 4 - 2     | Minière Lasauvage |
| Red Boys Aspelt           | 6 - 2     | Sanem             |

### 2º Turno preliminare
| Squadra 1                   | Risultato   | Squadra 2            |
| --------------------------- | ----------- | -------------------- |
| 31 agosto 1958              |             |                      |
| Blo-Weiss Itzig             | 1 − 5       | Avenir Beggen        |
| Blo-Weiss Madernach         | 2 − 3       | Jeunesse Useldange   |
| Differdange                 | 10 − 1      | Munsbach             |
| Etoile Sportive Schouweiler | 2 − 3 (dts) | Hobscheid            |
| Jeunesse Koerich            | 4 − 5       | Swift Hesperange     |
| Kopstal 33                  | 10 − 0      | Minerva Lintgen      |
| Les Ardoisiers Perlé        | 3 − 4       | US Niederwiltz       |
| Lorentzweiler               | 1 − 6       | Kehlen               |
| Mertert                     | 3 − 4       | Sandweiler           |
| Mondercange                 | 6 − 3       | Egalité Weimerskirch |
| Orania Vianden              | 5 − 0       | Boevange/Attert      |
| Red Boys Aspelt             | 2 − 3       | UNA Strassen         |
| Tarwat Tarchamps            | 6 − 3       | Jeunesse Schieren    |
| Tricolore Gasperich         | 7 − 4       | Jeunesse Hautcharage |
| US Bascharage               | 2 − 4       | Blue Boys Muhlenbach |
| Victoria Rosport            | 7 − 0       | Arminia Weidingen    |

### 3º Turno preliminare
| Squadra 1             | Risultato   | Squadra 2                   |
| --------------------- | ----------- | --------------------------- |
| 14 settembre 1958     |             |                             |
| Aris Bonnevoie        | 7 − 1       | Differdange                 |
| Claravallis Clervaux  | 9 − 3       | Steinfort                   |
| Daring Echternach     | 0 − 1       | Rumelange                   |
| Hamm 37               | 3 − 1       | Résidence Walferdange       |
| Kehlen                | 4 − 2       | Red Star Merl               |
| Oberkorn              | 2 − 0       | Amis des Sports Schifflange |
| Orania Vianden        | 1 − 0       | Etzella Ettelbruck          |
| Pétange               | 4 − 1       | Avenir Beggen               |
| Progrès Grund         | 1 − 4       | Swift Hesperange            |
| Racing Rodange        | 2 − 1       | Jeunesse 07 Kayl            |
| Rapid Neudorf         | 0 − 2       | Fola Esch                   |
| Red Black Pfaffenthal | 3 − 2       | Young Boys Diekirch         |
| Sandweiler            | 3 − 2       | Jeunesse Useldange          |
| The Belval Belvaux    | 7 − 2       | Hobscheid                   |
| Titus Lamadelaine     | 3 − 7       | Blue Boys Muhlenbach        |
| Tricolore Gasperich   | 8 − 0       | Koeppchen Wormeldange       |
| UNA Strassen          | 4 − 1       | Kopstal 33                  |
| US Niederwiltz        | 2 − 0       | Mondercange                 |
| Victoria Rosport      | 4 − 3       | Tarwat Tarchamps            |
| Remich                | 2 − 2 (dts) | US Dudelange                |

| Squadra 1                     | Risultato | Squadra 2 |
| ----------------------------- | --------- | --------- |
| 18 settembre 1958 (Spareggio) |           |           |
| US Dudelange                  | 7 − 2     | Remich    |

### Sedicesimi di finale
| Squadra 1             | Risultato   | Squadra 2                |
| --------------------- | ----------- | ------------------------ |
| 21 settembre 1958     |             |                          |
| Aris Bonnevoie        | 0 − 1       | Grevenmacher             |
| Blue Boys Muhlenbach  | 2 − 3       | Tetange                  |
| Claravallis Clervaux  | 3 − 4 (dts) | US Dudelange             |
| Kehlen                | 1 − 7       | Red Boys Differdange     |
| Orania Vianden        | 0 − 5       | Alliance Dudelange       |
| Pétange               | 0 − 6       | Jeunesse Wasserbillig    |
| Racing Rodange        | 0 − 5       | The National Schifflange |
| Red Black Pfaffenthal | 1 − 8       | Jeunesse Esch            |
| Rumelange             | 4 − 0       | Oberkorn                 |
| Sandweiler            | 1 − 3       | Spora Luxembourg         |
| Swift Hesperange      | 1 − 4       | Chiers Rodange           |
| The Belval Belvaux    | 1 − 4       | Fola Esch                |
| Tricolore Gasperich   | 1 − 3       | Hamm 37                  |
| UNA Strassen          | 1 − 4       | Stade Dudelange          |
| US Niederwiltz        | 2 − 3       | Progrès Niedercorn       |
| Victoria Rosport      | 1 − 7       | Union Luxembourg         |

### Ottavi di finale
| Squadra 1            | Risultato   | Squadra 2                |
| -------------------- | ----------- | ------------------------ |
| 14 dicembre 1958     |             |                          |
| Fola Esch            | 1 − 2       | US Dudelange             |
| Grevenmacher         | 2 − 1       | Jeunesse Wasserbillig    |
| Hamm 37              | 4 − 3       | Tetange                  |
| Progrès Niedercorn   | 3 − 4       | Union Luxembourg         |
| Red Boys Differdange | 2 − 1       | Alliance Dudelange       |
| Rumelange            | 1 − 2 (dts) | Jeunesse Esch            |
| Spora Luxembourg     | 2 − 1       | The National Schifflange |
| Stade Dudelange      | 1 − 0       | Chiers Rodange           |

### Quarti di finale
| Squadra 1            | Risultato | Squadra 2        |
| -------------------- | --------- | ---------------- |
| 28 dicembre 1958     |           |                  |
| Grevenmacher         | 4 − 2     | Hamm 37          |
| Red Boys Differdange | 1 − 6     | Stade Dudelange  |
| Union Luxembourg     | 1 − 0     | Jeunesse Esch    |
| US Dudelange         | 0 − 3     | Spora Luxembourg |

### Semifinali
| Squadra 1        | Risultato   | Squadra 2        |
| ---------------- | ----------- | ---------------- |
| 5 aprile 1959    |             |                  |
| Spora Luxembourg | 3 − 4 (dts) | Grevenmacher     |
| Stade Dudelange  | 0 − 1       | Union Luxembourg |

### Finale
| Arbitro: | Willy Geib |

|                          |           |             |
| Kemp 47’ Amara 98’, 113’ | Marcatori | 22’ Legerin |

| Union Luxembourg | Grevenmacher |